# Westgate, Florida
Westgate är en ort (CDP) i Palm Beach County, i delstaten Florida, USA. Enligt United States Census Bureau har orten en folkmängd på 7 975 invånare (2010) och en landarea på 3,9 km².